# Joseph Son Sam-seok
Joseph Son Sam-seok (ur. 3 listopada 1955 w Pusan) – koreański duchowny katolicki, biskup Pusan od 2019.

## Życiorys

### Prezbiterat
Święcenia kapłańskie otrzymał 6 lutego 1982 i został inkardynowany do diecezji Pusan. Przez kilka lat pracował jako duszpasterz parafialny, zaś w latach 1987-1992 odbywał studia w Manili i Rzymie. Po powrocie do kraju rozpoczął pracę w pusańskim uniwersytecie katolickim. W latach 2001–2006 był rektorem tej uczelni, zaś w latach 2009-2010 – dziekanem wydziału teologicznego.

### Episkopat
4 czerwca 2010 papież Benedykt XVI mianował go biskupem pomocniczym diecezji Pusan ze stolicą tytularną Fesseë. Sakry biskupiej udzielił mu 9 lipca 2010 ordynariusz – biskup Paul Hwang Chul-soo.
10 kwietnia 2019 papież Franciszek mianował go ordynariuszem diecezji Pusan.